# Ґеновефа (гміна Кшимув)
Ґеновефа (пол. Genowefa) — село в Польщі, у гміні Кшимув Конінського повіту Великопольського воєводства.
Населення — 288 осіб (2011).
У 1975-1998 роках село належало до Конінського воєводства.

## Демографія
Демографічна структура станом на 31 березня 2011 року:
|          | Загалом | Допрацездатний вік | Працездатний вік | Постпрацездатний вік |
| -------- | ------- | ------------------ | ---------------- | -------------------- |
| Чоловіки | 139     | 31                 | 90               | 18                   |
| Жінки    | 149     | 29                 | 89               | 31                   |
| Разом    | 288     | 60                 | 179              | 49                   |